# Espeletia pescana
Espeletia pescana là một loài thực vật có hoa trong họ Cúc. Loài này được (S.Díaz) Cuatrec. mô tả khoa học đầu tiên.